# كوساكو أروجا
كوساكو أروجا (باليابانية: 有賀幸作)‏ (21 أغسطس 1897 في تاتسونو - 7 أبريل 1945 في كيوشو) عسكري من اليابان.

## الجوائز
- لواء بحري